# Ragai Youssef Farhat
Ragai Youssef Farhat (* 1932 in Alexandria) ist ein ehemaliger ägyptischer Turner.

## Leben
Ragai Youssef Farhat nahm an den Olympischen Spielen 1952 in Helsinki in allen Turndisziplinen teil. Sein bestes Resultat erzielte er mit Rang 92 im Wettkampf am Pauschenpferd. Mit der ägyptischen Mannschaft gewann er bei den Mittelmeerspielen 1955 in Barcelona Bronze und vier Jahre später Gold in Beirut.